# Ламаное
Ламаное (укр. Ламане) — село, Манжелиевский сельский совет, Глобинский район, Полтавская область, Украина.
Код КОАТУУ — 5320685403. Население по переписи 2001 года составляло 295 человек.

## Географическое положение
Село Ламаное находится на правом берегу реки Псёл. Выше по течению на расстоянии в 2 км расположено село Манжелия, ниже по течению на расстоянии в 3 км расположено село Гуньки (Кременчугский район), на противоположном берегу — село Кнышовка (Козельщинский район). Река в этом месте извилистая, образует лиманы и заболоченные озёра.

## Объекты социальной сферы
- Школа І ст.